# Panorpa stotzneri
Panorpa stotzneri är en näbbsländeart som beskrevs av Peter Esben-Petersen 1934. 
Panorpa stotzneri ingår i släktet Panorpa och familjen skorpionsländor. Inga underarter finns listade i Catalogue of Life.